# Stollhamm
Stollhamm ist ein Ortsteil der Gemeinde Butjadingen im Landkreis Wesermarsch in Niedersachsen. Es liegt im Herzen der Halbinsel Butjadingen.

## Geografie
Der Erholungsort Stollhamm ist umgeben von Wiesen, Feldern und kleinen Kanälen. In der Ortsmitte befindet sich ein Bürgerpark mit viel Grün. Aufgrund der Lage Stollhamms dient dieser Ort oftmals als Ausgangspunkt zu den Nordseebädern.

## Geschichte

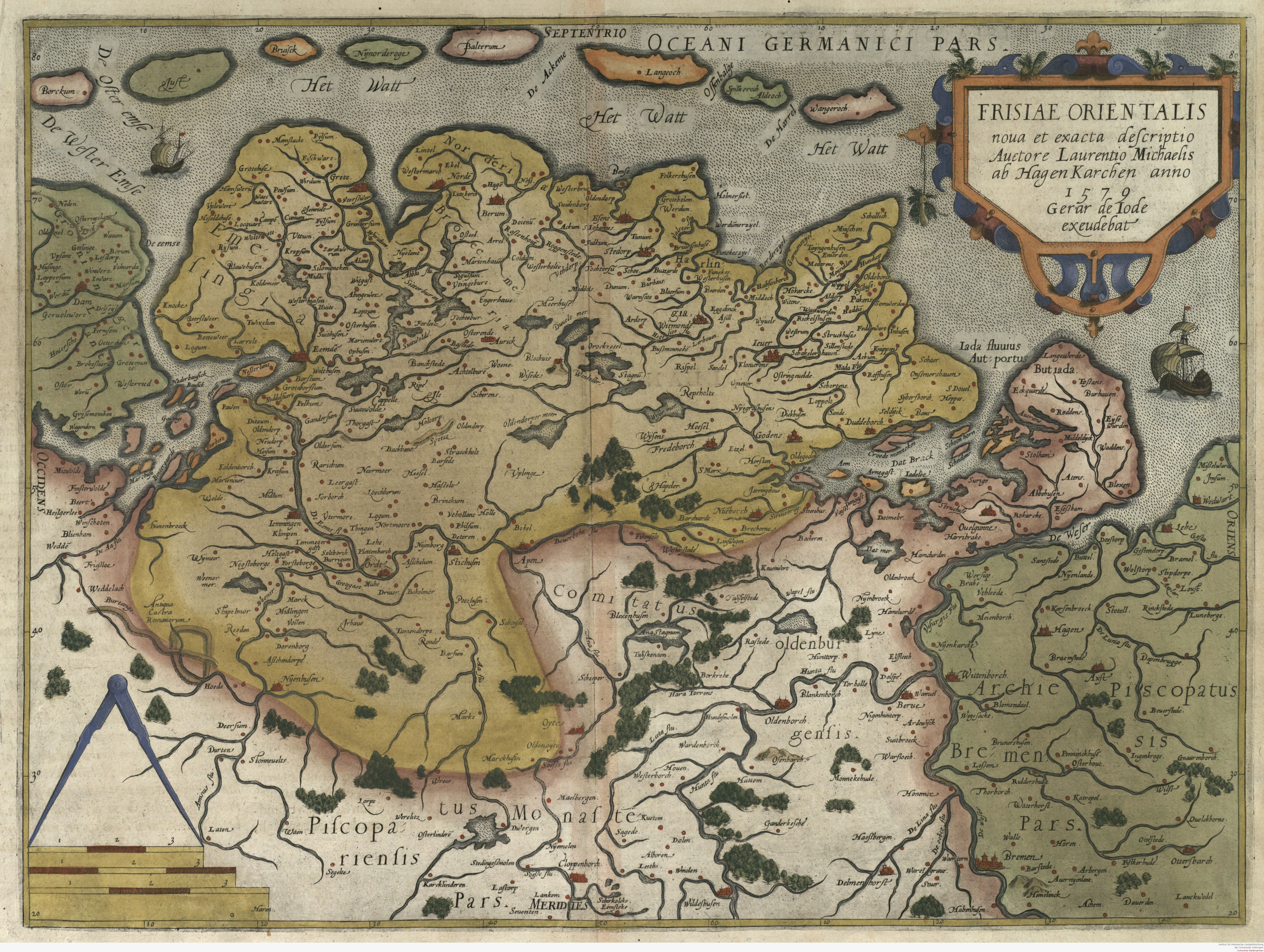
Stollhamm 1579 als Stolham

Das Dorf soll 500 Jahre alt sein. 1933 wurde Stollhamm in die damalige Gemeinde Burhave eingegliedert. Diese wurde 1936 in Butjadingen umbenannt. Als diese Gemeinde 1948 aufgelöst wurde, erhielt Stollhamm seine Selbständigkeit zurück. Seit dem 1. März 1974 gehört sie zur neuen Gemeinde Butjadingen. Südlich von Stollhamm lag die Johanniterkommende Inte sowie die Kommende Witleke und Langewische.

## Sehenswürdigkeiten und Natur

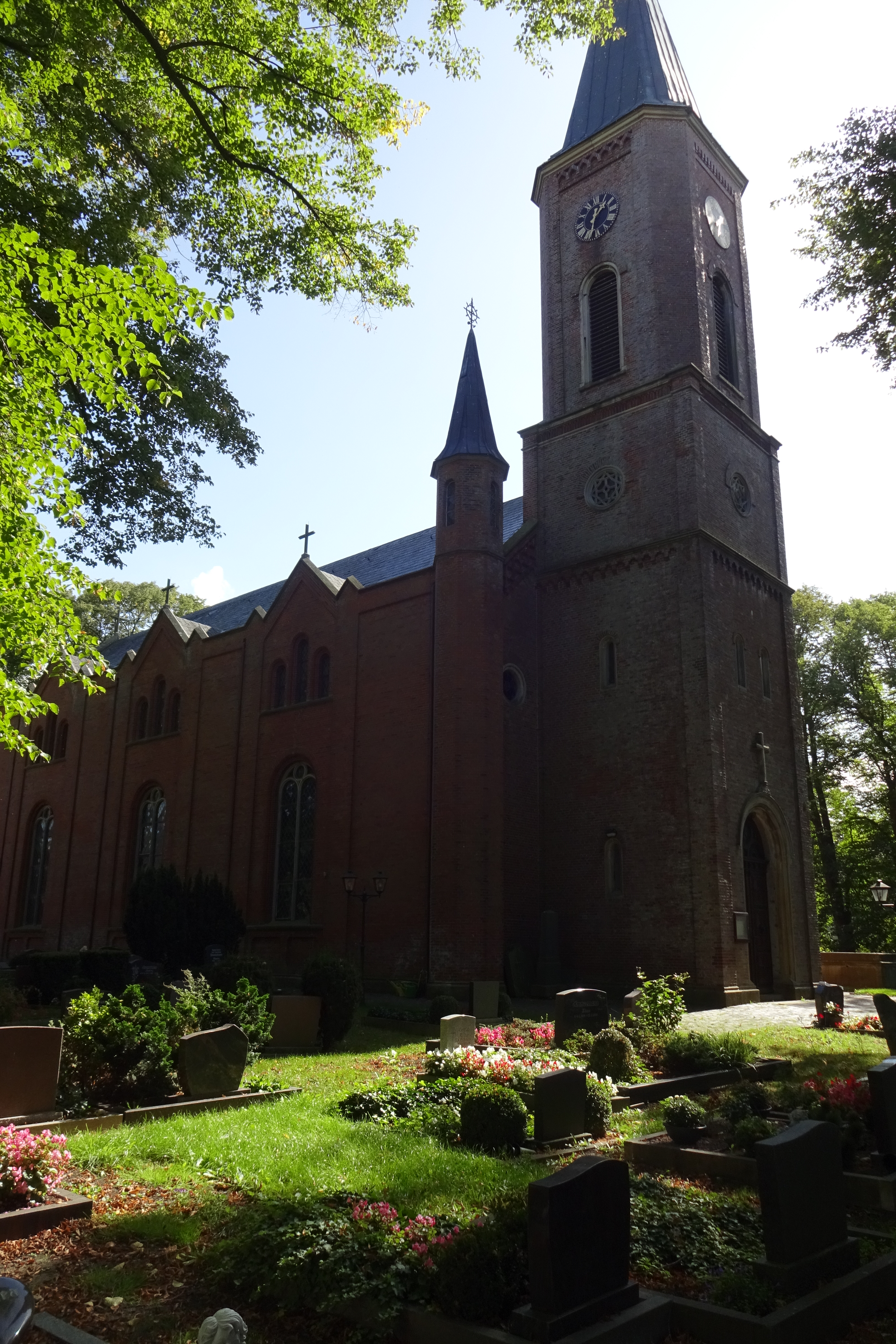
Kirche in Stollhamm

- Der Skulpturenpfad „Kunst am Deich“ verläuft entlang des Deiches von Eckwarderhörne bis Mariensiel. Eines der Kunstwerke befindet sich in Beckmannsfeld bei Stollhamm.
- Die evangelisch-lutherische St.-Nikolai-Kirche, Hauptstraße
- Die katholische Kirche, Gartenweg
- Das Denkmal „500 Jahre Stollhamm“ in der Hauptstraße
- Die Ehrenmale für die Kriegsgefallenen in der Hauptstraße und dem Bürgerpark
- Das Stollhammer Wiesenvogelschutzgebiet ist ein circa 3000 Hektar großes küstennahes Marschengebiet. Gefährdete Wiesenvogelarten, wie die Uferschnepfe, Kiebitz und Rotschenkel finden hier Unterschlupf.
- Auf der Umweltstation Iffens wird großer Wert auf die Umwelterziehung und Umweltbildung gelegt. Außerdem wurden bereits viele unterschiedliche Projekte zum Thema Umweltschutz und Nachhaltigkeit verwirklicht. Regelmäßig finden auch Seminare, Praktika und Vorträge statt.

## Sport
- Die Tischtennis-Jugendmannschaften des TV Stollhamm sind überregional erfolgreich.
- In verschiedenen Reitschulen in und um Stollhamm besteht die Möglichkeit, den Reitsport auszuüben.

## Wirtschaft und Infrastruktur
Wirtschaft
Der größte Arbeitgeber in Stollhamm ist der Bezirksverband Oldenburg, der in Stollhamm ein Pflegeheim mit rund 90 Plätzen betreibt.
Infrastruktur
Stollhamm ist aufgrund seiner günstigen Lage Stützpunkt vieler Rettungsdienste. Neben einer Feuerwehr existiert eine Wache der Johanniter Unfallhilfe, die auch vom Deutschen Roten Kreuz genutzt wird. Ebenfalls in Stollhamm sind die Wasserretter der DLRG Butjadingen stationiert. Im Ortsteil Mitteldeich hat der II. Oldenburgische Deichband eine Küstenschutzhalle für den Katastrophenschutz errichtet. Auch der Entwässerungsverband hat seinen Betriebshof in Stollhamm.
Verkehr
Stollhamm ist über den Wesertunnel südlich von Nordenham an die A 27 angeschlossen. Über Varel und Jaderberg gelangt man zur A29. Fährverbindungen bestehen über die Weser von Nordenham nach Bremerhaven und in den Sommermonaten, über den Jadebusen von Eckwarderhörne nach Wilhelmshaven. Von Nordenham gibt es eine Bahnverbindung nach Bremen.
Stollhamm ist an ein 250 Kilometer langes orts- und gemeindeübergreifendes Radwegenetz angebunden und ist damit eine gute Ausgangsposition für Fahrradausflüge.

## Bildung
Die einzige Grundschule wurde mit Ablauf des Schuljahres 2011/12 im Juli 2012 geschlossen. Das Gebäude wird durch Vereine und Firmen genutzt.

## Persönlichkeiten
- Bodo von Harbou (1880–1943), Offizier und Mitglied des militärischen Widerstands gegen den Nationalsozialismus.